# Amblyomma aureolatum
Amblyomma aureolatum är en fästingart som beskrevs av Peter Simon Pallas 1772. Amblyomma aureolatum ingår i släktet Amblyomma och familjen hårda fästingar. Inga underarter finns listade i Catalogue of Life.